# پسکوپناتارو
پسکوپناتارو (به ایتالیایی: Pescopennataro) یک کومونه در ایتالیا است که در استان ایسرنیا واقع شده‌است. پسکوپناتارو ۱۸٫۸ کیلومتر مربع مساحت و ۳۴۹ نفر جمعیت دارد و ۱٬۱۹۰ متر بالاتر از سطح دریا واقع شده‌است.